# Marc Bernard
Marc Bernard (Nimes, 6 de septiembre de 1900-Nimes, 15 de noviembre de 1983) fue un escritor francés, ganador del premio Goncourt en 1942 por la novela Pareils à des enfants (Semejantes a niños).

## Biografía
Marc Bernard nació en una familia obrera y se quedó huérfano muy temprano. Su padre marchó en 1905 a EE. UU. y murió asesinado. Con 12 años, dejó la escuela para convertirse en aprendiz. Su madre falleció en 1914. Con 15 años ya es obrero en un taller. En 1918 marcha a Lyon y en 1919 entra en el Conservatorio de Arte Dramático de Marsella. Entre 1920 y 1922, hace el servicio militar en la provincia de Alta Silesia. En 1924, se convierte en ferroviario, escribe su primer poema en L'Humanité. En esa época se adhiere al Partido Comunista Francés (PCF) y al sindicato Confederación general del trabajo unitario (CGTU).
Conoció a Jean Paulhan en 1928. Con su ayuda, en 1929 publicó Zig-zag, novela de inspiración surrealista, que atrajo la atención de Henri Barbusse y Philippe Soupault. En los años 1930 colaboró con el diario procomunista Monde, como crítico. Ferviente defensor de la literatura proletaria, en 1932 fundó el "grupo de escritores proletarios". En 1934, nace su hija Annie, a la que dedicó un libro con su mismo nombre que ganaría el premio Interallié. En 1938, conoció en el Louvre a Else Reichmann, joven austriaca que huía del Anschluss, y se casó con ella en 1940 en Nimes. En 1942, gana el premio Goncourt con Pareil à des enfants. En 1944 huye con Elsa, judía, al departamento francés de Alto Vienne. Tras la muerte de su esposa, en 1969, le consagró una trilogía. Desde 1973 vive entre Mallorca, donde nació su padre, y Nimes, donde morirá en 1983.
Marc Bernard colaboró regularmente con la radio, el Figaro y Les Nouvelles littéraires, y dejó una quincena de relatos y de obras de teatro, principalmente con Ediciones Gallimard.

## Obra
Novelas
- Zig-zag, Gallimard, 1929
- Au secours !, Gallimard, 1931
- Anny, Gallimard, 1934. Premio Interallié.
- Les Éxilés, Gallimard, 1939
- Pareils à des enfants, Gallimard, 1942. Premio Goncourt. En castellano, Semejantes a niños, como parte del libro Premios Goncourt de novela, Plaza y Janés.
- Croquis en marge, Éditions de la Tour Magne, 1943
- Insomnie, Éditions de l’Épervier, 1943
- Oradour-sur-Glane, le village exterminé, Le Front national de lutte, 1944
- La Bonne Humeur, Gallimard, 1946
- La Cendre,  Gallimard, 1949
- Une journée toute simple, Gallimard, 1950
- Salut, camarades, Gallimard, 1955
- Mayorquinas, Denoël, 1970
- La Mort de la bien-aimée, Gallimard, 1972
- Au-delà de l’absence, Gallimard, 1976
- Les Marionnettes, Gallimard, 1977
- Tout est bien ainsi, Gallimard, 1979
- Au fil des jours, Gallimard, 1984

Relatos
- Rencontres, Gallimard, 1936
- Vert-et-Argent, Gallimard, 1945
- Vacances, Grasset, 1953

Ensayos
- Les journées ouvrières des 9 et 12 février, Grasset, 1934
- La Conquête de la Méditerranée, Gallimard, 1939
- Zola par lui-même, Collections Microcosme (Editions du Seuil) "Écrivains de toujours", Éditions du Seuil, 1952
- Sarcellopolis, Flammarion, 1964. Reedición Finitude, 2010 (prefacio de Stéphane Bonnefoi).
- À l’attaque !, Le Dilettante, 2004 (edición de Stéphane Bonnefoi)
- À hauteur d’homme, Finitude, Bordeaux, 2007, 135 p. (edición de Stéphane Bonnefoi) Relatos de escritores amigos, Jean Paulhan, Pascal Pia, Henri Calet, Eugène Dabit, etc., ilustrado con fotos de los autores.

Teatro
- Les Voix, Gallimard, 1946
- Le Carafon, Gallimard, 1961